# Dendropsophus phlebodes
Dendropsophus phlebodes és una espècie de granota que viu a Colòmbia, Costa Rica, Nicaragua i Panamà.
Està amenaçada d'extinció per la pèrdua del seu hàbitat natural.